# کورزین
کُوَرزین، روستایی در دهستان حومه بخش مرکزی شهرستان قشم در استان هرمزگان ایران است.

## جمعیت
بر پایه سرشماری عمومی نفوس و مسکن در سال ۱۳۹۵، جمعیت این روستا برابر با ۱٬۸۲۲ نفر (۴۷۹ خانوار) بوده است.